# Yaya Sanogo
Yaya Sanogo (Massy, Essonne, 27 de enero de 1993) es un futbolista francés que juega como delantero en el Amazonas F. C. del Campeonato Brasileño de Serie B.
Ha representado a Francia en categorías inferiores como la sub-16, sub-17, sub-19, sub-20 y sub-21.

## Trayectoria

### Inicios
Sanogo nació en la comuna francesa de Massy en Essonne, producto de un matrimonio de procedencia marfileña y maliense. Empezó a jugar fútbol a los siete años, cuando se integró al CMS Pantin, un club multideportivo originario de los suburbios de París. Luego de dos años en Pantin, dejó la institución para formar parte del CS Municipal d'Eaubonne, de la comuna de Eaubonne. Sanogo solo permaneció un año en ese club y se marchó al Montrouge CF 92, conjunto en el cual compartió vestuarios con jóvenes talentos como Issiar Dia y Hatem Ben Arfa.
Pese a no poder ingresar a la prestigiosa academia de Clairefontaine, Sanogo pasó a otro club parisino, el CO Les Ulis, mismo conjunto que formó parte de la trayectoria del goleador Thierry Henry.

### Auxerre
Solo pasó un año hasta que fue descubierto y llevado al Auxerre con solo trece años. Sanogo se adaptó rápidamente al sistema juvenil del club, llegando a convertir 25 goles y proveer 17 asistencias en solo 14 partidos en la edición 2006–07 del Championnat Federal des 14 ans. Gracias a su buen desenvolvimiento tanto a nivel local como internacional, acaparó el interés de grandes clubes como el Arsenal y el Tottenham Hotspur de Inglaterra.
Sanogo participó con el conjunto juvenil sub-18 del Auxerre en el Championnat National des 18 ans hasta que el 10 de octubre de 2009, fue promovido al equipo amateur que participaba en el Championnat de France Amateurs (cuarta división del fútbol francés), debutando ante el Pontivy en la derrota de su equipo por 2-1. El 27 de octubre, Yaya firmó su primer contrato profesional con el club por un período de tres años. Dos semanas después de su debut en el CFA, convirtió su primer gol en la derrota por 3-2 ante el Romorantin. La siguiente semana volvió a anotar, esta vez dándole el triunfo a su equipo por la mínima diferencia ante el Sénart-Moissy. El 5 de diciembre convirtió su primer hat-trick, en la goleada por 6-2 ante el Viry-Châtillon y con esto se posicionó como máximo anotador de su equipo, pese a que solo tenía 16 años de edad. 
El 24 de enero de 2010, el entonces entrenador del Auxerre, Jean Fernández, lo incluyó en la nómina que jugó ante el Sedan por la Copa de Francia el 26 de enero, un día antes de su cumpleaños número 17. En ese mismo partido, Sanogo debutó profesionalmente en el primer equipo del Auxerre, ingresando con el dorsal número 19 y al minuto 108 en lugar de Roy Contout. Auxerre venció 3 a 0 en penales luego de que el encuentro finalizara empatado a un gol en tiempo regular y en tiempo extra. El 5 de mayo de 2010, Yaya debutó en la liga, ingresando al minuto 87 por Dariusz Dudka en la derrota por 2-1 ante el Olympique de Lyon.
Sanogo inició la campaña 2010/11 jugando con el equipo de reservas del Auxerre en la cuarta división. El 18 de septiembre de 2010, mientras se disputaba un encuentro contra el Mulhouse, el francés se lesionó de gravedad, fracturándose la tibia. Dos días después, se confirmó que Sanogo permanecería fuera de los terrenos de juego por cinco meses aproximadamente. Regresó al fútbol profesional a inicios de la campaña 2011/12, reapareciendo en la victoria sobre Nancy por la Copa de la Liga de Francia. El 21 de septiembre de 2011, reapareció en la liga luego de 17 meses sin jugar, ingresando por Anthony Le Tallec ante el Lorient. Cuatro días más tarde, Sanogo disputó su primer partido como titular en la victoria por 2-1 sobre Sochaux. El 6 de noviembre, anotó su primer gol como profesional abriendo el marcador en la victoria por 2-0 contra el Toulouse.
No pudo evitar el descenso de su equipo a la Ligue 2; sin embargo en la temporada 2012/13 tuvo más regularidad, a diferencia de las campañas anteriores. Anotó 9 goles en un total de trece partidos en segunda división.

### Arsenal
El 1 de julio de 2013, fue confirmada su llegada al Arsenal, convirtiéndose en el primer refuerzo del club inglés con miras a la temporada 2013/14. Llegó como agente libre, firmando un contrato de larga duración. Se le asignó el dorsal 22, número usado anteriormente por su compatriota Francis Coquelin, cedido a préstamo al Friburgo.
El 24 de agosto, debutó oficialmente con el Arsenal (ya había debutado en la pretemporada) frente al Fulham, ingresando al minuto 81 por Lukas Podolski. Jugó unos cuantos partidos más por el Arsenal, incluyendo una de las llaves frente al Bayern Múnich por la Liga de Campeones, arrancando como titular.
En la pretemporada para la temporada 2014/15, le anotó cuatro goles al Benfica de Portugal por la Emirates Cup.

### Toulouse
El 9 de junio de 2017, el Arsenal da de baja oficial a Yaya Sanogo, convirtiéndose en agente libre tras su término de contrato el 30 de junio del mismo año, debido a su poca participación en el club, donde en la temporada 2016/17, disputó 0 partidos.
El 7 de julio de 2017 es fichado libre por el Toulouse, club francés perteneciente a la Ligue 1.

## Selección nacional

### Juveniles
Ha representado a la selección de fútbol de Francia en las categorías sub-16, sub-17, sub-19, sub-20 y sub-21.
Sanogo fue la primera opción como delantero titular eh la categoría sub-16 y convirtió en total 18 goles en la misma cantidad de partidos. Durante esa temporada, sus goles más notables fueron: un doblete a Uruguay en el Tournoi du Val-de-Marne, un triplete ante Australia y un doblete ante Malí en el Tournio de Montaigu, y un tanto a Alemania en un encuentro disputado en el Estadio Olímpico de Berlín. En la Aegean Cup de 2009, Sanogo se convirtió en el máximo anotador de la competencia, llegando a los cinco goles. Ante Bélgica anotó tres goles en la fase de grupos e incluso anotó el gol del triunfo en la final contra Noruega, conjunto que fue derrotado por Francia por 2-1.
Debido a la suspensión por seis meses de su compañero Paul Pogba, Sanogo fue nombrado capitán del equipo sub-17, entonces dirigido por el entrenador Guy Ferrier y continuó con su buena racha convirtiéndole dos goles a Bélgica en la Toto Cup disputada en Austria. Más adelante, entregó la cinta de capitán al defensor del Lille, Jérémy Obin. Durante la etapa clasificatoria al Campeonato Europeo Sub-17 de la UEFA 2010, Sanogo fue autor de los tantos ante Eslovenia y Estonia, que permitieron a Francia avanzar a la ronda élite de la clasificación. Una lesión a la frente que sufrió mientras entrenaba con el Auxerre, le impidió a Sanogo participar de esta ronda. Francia terminó clasificando al torneo final y Sanogo pudo recuperarse. Durante la fase de grupos, Sanogo no pudo anotar en los dos primeros encuentros, pero en el tercer partido ante Suiza, anotó dos tantos en cuatro minutos. El partido acabó 3-1 y Francia avanzó a semifinales del torneo; sin embargo, Inglaterra terminó venciendo al conjunto galo y más tarde, se proclamaría campeona.
En 2010, fue convocado por primera vez a la selección sub-19 de Francia, para disputar la Sendai Cup en agosto de ese año. Sanogo jugó los tres partidos de su equipo y en el último cotejo de la fase de grupos fren a Brasil, anotó un tanto que al final fue elegido como el mejor del torneo por el comité organizador. Él mismo describió su gol como "el mejor de su carrera". Una fractura de tibia le hizo perderse varios compromisos importantes tanto a nivel de clubes como de selección; sin embargo, regresó en mayo de 2011 para la ronda élite clasificatoria al Campeonato Europeo de la UEFA Sub-19 2011, donde disputó los tres encuentros eliminatorios. Francia no clasificó al torneo final, tras quedar en segundo lugar del grupo 3, por detrás de Grecia.
Sanogo formó parte del conjunto francés que ganó por primera vez en su historia la Copa Mundial de Fútbol Sub-20. En la edición de 2013, organizada en Turquía, fue titular en todos los partidos de su selección y fue el máximo anotador de Francia en el torneo con un total de cuatro goles.

### Participaciones en Copas del Mundo
| Mundial                     | Sede    | Resultado | Partidos | Goles |
| --------------------------- | ------- | --------- | -------- | ----- |
| Copa Mundial Sub-20 de 2013 | Turquía | Campeón   | 7        | 4     |

### Participaciones en Eurocopas
| Eurocopa                          | Sede          | Resultado | Partidos | Goles |
| --------------------------------- | ------------- | --------- | -------- | ----- |
| Campeonato Europeo Sub-17 de 2010 | Liechtenstein | Semifinal | 4        | 2     |

## Clubes y estadísticas
Actualizado el 26 de octubre de 2024.
| A. J. Auxerre Francia | 1.ª           | 2009-10       | 1   | 0  | 1  | 0 | — | — | 2   | 0  |
| A. J. Auxerre Francia | 1.ª           | 2010-11       | —   | —  | —  | — | — | — | 0   | 0  |
| A. J. Auxerre Francia | 1.ª           | 2011-12       | 7   | 1  | 2  | 0 | — | — | 9   | 1  |
| A. J. Auxerre Francia | 2.ª           | 2012-13       | 13  | 10 | —  | — | — | — | 13  | 10 |
| A. J. Auxerre Francia | Total club    | Total club    | 21  | 11 | 3  | 0 | 0 | 0 | 24  | 11 |
| Arsenal F. C. Inglaterra | 1.ª           | 2013-14       | 8   | 0  | 4  | 0 | 2 | 0 | 14  | 0  |
| Arsenal F. C. Inglaterra | 1.ª           | 2014-15       | 3   | 0  | 1  | 0 | 2 | 1 | 6   | 1  |
| Crystal Palace F. C. Inglaterra | 1.ª           | 2014-15       | 10  | 0  | 1  | 1 | — | — | 11  | 1  |
| Crystal Palace F. C. Inglaterra | Total club    | Total club    | 10  | 0  | 1  | 1 | 0 | 0 | 11  | 1  |
| Ajax de Ámsterdam · Países Bajos | 1.ª           | 2015-16       | 3   | 0  | —  | — | 3 | 0 | 6   | 0  |
| Ajax de Ámsterdam · Países Bajos | Total club    | Total club    | 3   | 0  | 0  | 0 | 3 | 0 | 6   | 0  |
| Charlton Athletic F. C. Inglaterra | 2.ª           | 2015-16       | 8   | 3  | —  | — | — | — | 8   | 3  |
| Charlton Athletic F. C. Inglaterra | Total club    | Total club    | 8   | 3  | 0  | 0 | 0 | 0 | 8   | 3  |
| Arsenal F. C. Inglaterra | 1.ª           | 2016-17       | 0   | 0  | 0  | 0 | 0 | 0 | 0   | 0  |
| Arsenal F. C. Inglaterra | Total club    | Total club    | 11  | 0  | 5  | 0 | 4 | 1 | 20  | 1  |
| Toulouse F. C. Francia | 1.ª           | 2017-18       | 27  | 6  | 6  | 3 | ― | ― | 33  | 9  |
| Toulouse F. C. Francia | 1.ª           | 2018-19       | 21  | 3  | 2  | 0 | ― | ― | 23  | 3  |
| Toulouse F. C. Francia | 1.ª           | 2019-20       | 15  | 3  | 1  | 1 | ― | ― | 16  | 4  |
| Toulouse F. C. Francia | Total club    | Total club    | 63  | 12 | 9  | 4 | 0 | 0 | 72  | 16 |
| Huddersfield Town A. F. C. Inglaterra | 2.ª           | 2020-21       | 9   | 0  | ―  | ― | ― | ― | 9   | 0  |
| Huddersfield Town A. F. C. Inglaterra | Total club    | Total club    | 9   | 0  | 0  | 0 | 0 | 0 | 9   | 0  |
| F. C. Urartu Armenia | 1.ª           | 2022-23       | 2   | 2  | 0  | 0 | ― | ― | 2   | 2  |
| F. C. Urartu Armenia | 1.ª           | 2023-24       | 13  | 4  | 1  | 0 | 1 | 0 | 15  | 4  |
| F. C. Urartu Armenia | Total club    | Total club    | 15  | 6  | 1  | 0 | 1 | 0 | 17  | 6  |
| Qingdao Red Lions F. C. China | 1.ª           | 2024          | 19  | 6  | 1  | 0 | ― | ― | 20  | 6  |
| Qingdao Red Lions F. C. China | Total club    | Total club    | 19  | 6  | 1  | 0 | 0 | 0 | 20  | 6  |
| Amazonas F. C. · Brasil | 2.ª           | 2025          | 0   | 0  | ―  | ― | ― | ― | 0   | 0  |
| Amazonas F. C. · Brasil | Total club    | Total club    | 0   | 0  | 0  | 0 | 0 | 0 | 0   | 0  |
| Total carrera | Total carrera | Total carrera | 159 | 38 | 20 | 5 | 8 | 1 | 187 | 44 |
| (1)Incluye datos de la Copa de Francia (2009/10), Copa de la Liga de Francia (2011/12), FA Cup (2013/14) y Community Shield (2014). (2)Incluye datos de la Liga de Campeones de la UEFA (2013/14). |               |               |     |    |    |   |   |   |     |    |

## Palmarés

### Títulos nacionales
| Título                  | Club          | País       | Año  |
| ----------------------- | ------------- | ---------- | ---- |
| FA Cup                  | Arsenal F. C. | Inglaterra | 2014 |
| Community Shield        | Arsenal F. C. | Inglaterra | 2014 |
| FA Cup                  | Arsenal F. C. | Inglaterra | 2017 |
| Copa de Armenia         | F. C. Urartu  | Armenia    | 2023 |
| Liga Premier de Armenia | F. C. Urartu  | Armenia    | 2023 |

### Títulos internacionales
| Título              | Club (*)                    | País    | Año  |
| ------------------- | --------------------------- | ------- | ---- |
| Copa Mundial Sub-20 | Selección de Francia sub-20 | Turquía | 2013 |

(*) Incluyendo la selección.